# Hartmut Scholz (Kunsthistoriker)
Hartmut Scholz (* 1956 in Stuttgart) ist ein deutscher Kunsthistoriker.
Nach einem Studium der Kunstgeschichte und Philosophie in seiner Geburtsstadt und einem Praktikum am Württembergischen Landesmuseum wurde Scholz 1989 bei Rüdiger Becksmann über die Praxis der Glasmalereiwerkstätten zwischen Entwurf und Ausführung im dürerzeitlichen Nürnberg promoviert. Von diesem Jahr an bis 2022 ist Scholz als wissenschaftlicher Mitarbeiter für das Corpus Vitrearum Medii Aevi in der Freiburger Niederlassung tätig gewesen, seit 2004 in leitender Funktion. Hier zeichnete er unter anderem für die Corpusbände zu Ulm und Nürnberg verantwortlich.
Schwerpunkte seiner wissenschaftlichen Tätigkeit sind die mittelalterliche Glasmalerei Oberdeutschlands sowie als Referenzgattungen die Retabelkunst, Tafelmalerei und Grafik der Zeit. 

## Schriften (Auswahl)
- Entwurf und Ausführung. Werkstattpraxis in der Nürnberger Glasmalerei der Dürerzeit (= Corpus Vitrearum Medii Aevi Deutschland. Studien. Band ). Berlin 1991.
- Zur Chronologie der ursprünglichen Chorverglasung des Ulmer Münsters. In: Ulm und Oberschwaben - Zeitschrift für Geschichte und Kunst 47/48 (1991), S. 9–71.
- Tradition und Avantgarde. Die Farbverglasung der Besserer-Kapelle als Arbeit einer Ulmer „Werkstatt-Kooperative“. In: Rüdiger Becksmann (Hrsg.): Bildprogramme – Auftraggeber – Werkstätten (= Deutsche Glasmalerei des Mittelalters. Band 2). Berlin 1992, S. 93–152.
- Hans Wild und Hans Kamensetzer. Hypotheken der Ulmer und Straßburger Kunstgeschichte des Spätmittelalters. In: Jahrbuch der Berliner Museen. NF 36 (1994), S. 93–140.
- Monumental Stained Glass in Southern Germany in the Age of Dürer and Holbein. In: Barbara Butts, Lee Hendrix (Hrsg.): Painting on Light. Drawings and Stained Glass in the Age of Dürer and Holbein. Ausstellungskatalog. Los Angeles / Saint Louis 2000, S. 17–42.
- Die mittelalterlichen Glasmalereien aus Kirche und Kloster Alpirsbach. In: Landesdenkmalamt Baden-Württemberg (Hrsg.): Alpirsbach 1095–1995. Zur Geschichte von Kloster und Stadt (= Forschungen und Berichte der Bau- und Kunstdenkmalpflege in Baden-Württemberg). Stuttgart 2001, Bd. 1, S. 201–214.
- mit Ivo Rauch, Daniel Hess (Hrsg.): Glas. Malerei. Forschung. Internationale Studien zu Ehren von Rüdiger Becksmann. Berlin 2004.
- Prag oder Nürnberg? Die Luxemburger Fensterstiftungen in Nürnberg und Franken und die Frage ihrer künstlerischen Verortung. In: Jiří Fajt, Andrea Langer (Hrsg.): Kunst als Herrschaftsinstrument unter den Luxemburgern. Böhmen und das Heilige Römische Reich im europäischen Kontext. Deutscher Kunstverlag, Berlin / München 2009, S. 31–43.
- Glasmalereien für prominente Auftraggeber. In: Daniel Hess, Thomas Eser (Hrsg.): Der frühe Dürer. Ausstellungskatalog. Nürnberg 2012, S. 482–489.
- Dem leuchtenden Beispiel der Dominikaner folgend? Zur Gestalt des typologischen Bibelfensters in der Chorachse der Thomaskirche zu Straßburg. In: Katharina Goergi u. a. (Hrsg.): Licht(t)räume. Festschrift zum 65. Geburtstag von Brigitte Kurmann-Schwarz (= Studien zur internationalen Architektur- und Kunstgeschichte. Band 138). Petersberg 2016, S. 206–214.
- Architektonischer Rahmen versus Bildprogramm. In: Ute Bednarz, Leonhard Helten, Guido Siebert (Hrsg.): Im Rahmen bleiben. Glasmalerei in der Architektur des 13. Jahrhunderts. Berlin 2017, S. 89–105.
- Vitrea dedicata. Bildprogramme, Stifter und Motivationen am Beispiel der Nürnberger Glasmalerei. In: Franz Fuchs, Gudrun Litz (Hrsg.): Frömmigkeit und Frömmigkeitsformen in Nürnberg um 1500 (= Pirckheimer-Jahrbuch für Renaissance- und Humanismusforschung. Band 32). Wiesbaden 2018, S. 151–180.
- Hans Burgkmair und die Augsburger Glasmalerei. Eine Spurensuche. In: Wolfgang Augustyn, Manuel Teget-Welz (Hrsg.): Hans Burgkmair. Neue Forschungen (= Veröffentlichungen des Zentralinstituts für Kunstgeschichte in München. Band 44). Passau 2018, S. 415–438.